# 日比美思
日比 美思（ひび みこと、1998年9月20日 - ）は、日本の女優、グラビアアイドル、歌手、元Dream5のメンバー。神奈川県出身。エイベックス・マネジメント所属。

## 略歴
2009年、NHK教育『天才てれびくんMAX』が開催したMTK全国オーディションに合格し、Dream5のボーカルメンバーとしてメジャーデビュー。
2013年には舞台『PIRATES OF THE DESERT』で舞台初出演を果たす。
2014年にはDream5として『日本レコード大賞』や『NHK紅白歌合戦』などに出演。2016年12月にDream5が活動終了した後は女優としての活動を本格的に開始。
2017年7月、『マジで航海してます。』にてテレビドラマ初出演。

## 出演

### ドラマ

#### テレビドラマ
- マジで航海してます。（2017年7月、TBS・MBS） - 鵜川杏樹 役 [6]
- 僕たちがやりました（2017年8月 - 9月、フジテレビ・カンテレ） - クラスメート 役
- 青い鳥なんて（2017年10月22日、フジテレビTWO） - さや 役[7]
- 咲 -Saki- 阿知賀編 episode of side-A（2017年12月4日 - 25日、MBS / 12月6日 - 27日、TBS） - 弘世菫 役[8]
- 名古屋行き最終列車（メーテレ） - 工藤愛子 役
  - 2018 第8話（2018年3月6日）
  - 2019 第8話（2019年3月12日）
  - 2021 第3話（2021年2月15日）
- 健康で文化的な最低限度の生活 第1話（2018年7月17日、フジテレビ） ‐ 大道優子 役
- さくらの親子丼2（2018年12月1日 - 2019年1月26日 、東海テレビ） - 白鳥マリア 役[9]
- 3年A組-今から皆さんは、人質です-（2019年1月6日 - 3月10日、日本テレビ） - 小宮山愛華 役[10]
- 絆のペダル（2019年8月24日、日本テレビ） - 妙子 役
- 真夏の少年〜19452020（2020年7月31日 - 9月18日、テレビ朝日） - 伊藤沙織 役[11]
- 恋なんて、本気でやってどうするの? 第2話（2022年4月25日、フジテレビ・カンテレ）
- オクトー 〜感情捜査官 心野朱梨〜（2022年7月7日 - 9月9日、読売テレビ・日本テレビ系） - 北村聡子 役[12]
  - オクトー 〜感情捜査官 心野朱梨〜 Season2 第5話 - 第7話（2024年10月31日 - 11月14日）
- 日曜の夜ぐらいは… 第4話（2023年5月21日、テレビ朝日） - みちる 役
- セクシー田中さん 第2話（2023年10月29日、日本テレビ） - 実花 役
- 好きやねんけどどうやろか（2024年1月12日 - 3月15日、読売テレビ） - 飯島冴子 役[13]
- あなたの恋人、強奪します。 第4話・第5話（2024年5月5日・12日、朝日放送テレビ） - 雪緒 役[14]
- Dr.アシュラ 第10話（2025年6月18日、フジテレビ） - 奥西千尋 役[15]
- 世界で一番早い春（2025年6月20日 - 、MBS） - 霧里 役[16]

#### インターネット配信
- 花にけだもの（2017年秋、dTV・FOD共同制作） - さやか 役
- スカパー! 朝のTwitterドラマ「晩御飯」（2019年6月10日 - 14日、スカパー!公式Twitter） - 主演
- 恋愛ドラマな恋がしたい～Bang Ban Love～（2020年1月15日 - 4月11日、AbemaTV） - みこと 役
- liar～すれ違う恋～（2022年3月9日 - 30日、dTV） - ナオ 役

### 映画
- 咲 -Saki- 阿知賀編 episode of side-A（2018年1月20日公開、ティ・ジョイ）監督:小沼雄一 - 弘世菫 役[17][18]
- 恋のしずく（広島:2018年10月13日 / 全国:10月20日公開、ブロードメディア・スタジオ）監督:瀬木直貴 - 高田真理子 役[19]
- 町田くんの世界（2019年6月7日公開、ワーナー・ブラザース）監督:石井裕也 - ココミ 役[20]
- 生きちゃった（2020年10月3日公開、フィルムランド）監督:石井裕也[21]
- 劇場版 打姫オバカミーコ（2021年2月5日公開、アイエス・フィールド）監督:松田圭太 - 今井恭子 役[22]
- まともじゃないのは君も一緒（2021年3月19日公開、エイベックス・ピクチャーズ）監督:前田弘二[23]
- 地獄の花園（2021年5月21日公開、ワーナー・ブラザース）監督:関和亮 - 安藤朱里の子分 役[24][25]
- 血ぃともだち（2022年2月5日公開（2019年製作）、シネマラボ）監督:押井守 - 雲天ナミ 役[26]
- IF I STAY OUT OF LIFE...？（2022年9月24日公開、ソニー・ミュージックレーベルズ）監督:清竜人[27]
- 他人は地獄だ（2024年11月15日公開、イオンエンターテイメント）[28]

### 舞台
- PIRATES OF THE DESERT（2013年7月、シアターグリーン） - ラナー 役 [29]
- PIRATES OF THE DESERT II 〜アカツキ国の牢獄〜（2014年10月、シアターグリーン） - ラナー 役 [30]
- MOON&DAY〜うちのタマ知りませんか？〜（2016年9月、草月ホール） - 佐原涼子 役[31]
- 真・三國無双（2017年2月、全労済ホール スペース・ゼロ） - 貂蝉 役
- PIRATES OF THE DESERT 3（2017年4月、シアターグリーン） - ラナー 役[32]
- 陽だまりの樹（2021年3月5日 - 14日、ヒューリックホール東京 / 3月27日・28日、梅田芸術劇場 シアタードラマシティ） - おせき 役
- 点滅する女（2023年6月14日 - 25日、東京芸術劇場 シアターイースト） - 絹田桜 役
- 蒲田行進曲（2024年5月1日 - 4日、紀伊國屋ホール）[33]
- マクラコトバ（2024年7月4日 - 8日、あうるすぽっと）[34]
- ストリッパー物語（2025年11月1日 - 3日・5日・6日・8日・9日〈予定〉、紀伊國屋ホール）[35]

### ラジオ
- Dream5 日比美思のみこたま放送局。（2015年4月 - 2016年9月、ラジオ日本）[注釈 1]

### 雑誌
- 週刊プレイボーイ 51号（2017年12月4日、集英社）[36] - 表紙、巻頭グラビア
  - 週刊プレイボーイ2017年1月20号増刊・グラビアスペシャル増刊NEW YEAR2018（2017年12月25日、集英社） - 付録DVD出演

### 広告
- よりそう 「よりそうお葬式」テレビCM（2020年11月 - ）[37]
- ポッカサッポロフード&ビバレッジ 「じっくりコトコトこんがりパン超盛」テレビCM（2024年9月 - ）[38]

### その他
- ダンス公演「GRAND SAM -represent-」（2016年12月18日、めぐろパーシモンホール） - CHIHARU Numberにダンサーとして出演[39]

## 作品

### 楽曲
- 白黒つけない恋もある (2015年6月、Dream5「ようかい体操第二」に収録)

## 書籍

### 写真集
- 日比美思1st写真集『朝⾷ってビュッフェですか』（2024年11月30日、玄光社）[40]ISBN 978-4768319963